# Philippe Bacchetta
Philippe Bacchetta (* 1. Januar 1960 in Lausanne) ist ein schweizerischer Wirtschaftswissenschafter.
Er ist Professor für Makroökonomie am Swiss Finance Institute (SFI) der Universität Lausanne und Vorsitzender ihrer Abteilung für Wirtschaftswissenschaften. Er ist Programmdirektor des Internationalen Makroökonomie- und Finanzprogramms (International Macroeconomics and Finance program) des Centre for Economic Policy Research (CEPR) in London.

## Werdegang
Philippe Bacchetta studierte Ökonomie an der Harvard University (Ph.D. und M.A.) und vorher an der Universität Lausanne (M.S. und B.A.). Von 1998 bis 2007 war er Direktor des Studienzentrums Gerzensee, einer Stiftung der Schweizerischen Nationalbank. Er war Assistenzprofessor an der Brandeis University, USA, und bei ESADE und dem Instituto de Análisis Económico, beide in Barcelona. Er war Gastprofessor am Hochschulinstitut für internationale Studien und Entwicklung (Graduate Institute) in Genf, an der Pariser School of Economics, an der Universität Genf, an der Universität Freiburg (Deutschland), an der Universitat Pompeu Fabra, Barcelona, an der Autonomen Universität Barcelona und am CEMFI in Madrid. Er war visiting scholar an der Harvard University, am IWF und NBER und akademischer Berater verschiedener Zentralbanken.
Er ist Mitglied der Europäischen Ökonomischen Vereinigung (European Economic Association) und war Präsident der Schweizerischen Gesellschaft für Wirtschaft und Statistik und Mitglied des Nationalen Forschungsrats des SNF. Im Jahr 2011 erhielt er einen Advanced Researcher Grant vom Europäischen Forschungsrat (European Research Council, ERC).
Seine Forschungsinteressen sind Makroökonomie der offenen Wirtschaft, internationale Finanzen, Finanzkrisen und Geldwirtschaft.
Er ist verheiratet und hat zwei Kinder.

## Publikationen
- (en) The Sovereign Money Initiative in Switzerland: An Economic Assessment, University of Lausanne, Swiss Finance Institute, CEPR, August 30, 2017, revised version (PDF auf unil.ch)
- (en) The Great Recession: A Self-Ful lling Global Panic, with Eric van Wincoop, American Economic Journal: Macroeconomics, October 2016, 8(4): 177–198, doi:10.1257/mac.20140092
- Is Swiss Public Debt too Small?, in Monetary Economics Issues Today – Festschrift in honour of Ernst Baltensperger, Universität Lausanne/SFI/CEPR, September 2016 (PDF auf unil.ch) / Orell Füssli, 2017, 193–202
- (en) The economic cycle of fear: How panic fuelled a global recession, HEC Impact, 25 May 2016
- (fr) Le cycle économique de la peur: comment la panique a alimenté la récession mondiale, HEC Impact, 25. Mai 2016
- (en) Self-Fulfilling Risk Panics, with C. Tille and E. van Wincoop, American Economic Review, December 2012, 102(7): 3674–3700, doi:10.1257/aer.102.7.3674
- (en) Lessons of Intranational Economics for International Economics (Eds.) with Andy Rose and Eric van Wincoop, Journal of International Economics 55, October 2001
- (en) Economic Policy in Switzerland (Eds.) with Walter Wasserfallen, Macmillan Press, 1997
- (en) How Far Has the Dollar Fallen?, with M. Feldstein, Business Economics, October 1987, 35–39

siehe auch: Philippe Bacchetta, Publications – Publications in Refereed Journals / Other Publications in English / Publications in Spanish / Edited volumes and journals (people.unil.ch)